# Silicon Valley
Silicon Valley er den sydlige del af San Francisco Bay Area i det nordlige Californien i USA. Oprindeligt refererede navnet til regionens store antal af Silicium chipinnovatører og fabrikanter, men det blev efterhånden en henvisning til alle de højteknologiske firmaer i området.
Silicon Valley omfanger den nordlige del af Santa Clara Valley og det nærliggende samfund i de sydlige dele af San Francisco halvøen og Østbugten. Området strækker sig omtrent fra Menlo Park (på halvøen) og Fremont/Newark området i Østbugten ned gennem San Jose, centreret cirka omkring Sunnyvale. Highway 17 korridoren gennem Santa Cruz bjergene til Scotts Valley og Santa Cruz i Santa Cruz Amtet er nogle gange betragtet som en del af Silicon Valley. Silicon Valley regnes for at være verdens største klynge[kilde mangler] og er samtidig den klynge som er bedst beskrevet i litteraturen.

## Bemærkelsesværdige firmaer
Tusindvis af højteknologiske firmaer har hovedsæde i Silicon Valley; heriblandt er de følgende fra Forbes 500:
- Adobe Systems
- Advanced Micro Devices
- Agilent Technologies
- Altera
- Apple Inc.
- Applied Materials
- BEA Systems
- Cadence Design Systems
- Cisco Systems
- Corsair Memory
- Coursera
- DreamWorks Animation
- eBay
- Electronic Arts
- Google
- Hewlett-Packard
- Intel
- Intuit
- Juniper Networks
- Logitech
- Maxtor
- National Semiconductor
- Network Appliance
- NVIDIA Corporation
- Oracle Corporation
- Pixar Animation
- Siebel Systems
- Sun Microsystems
- Symantec
- Synopsys
- Varian Medical Systems
- Xilinx
- Yahoo!

Andre bemærkelsesværdige firmaer med hovedsæde i Silicon Valley inkluderer:
- 3Com
- Adaptec
- Amdahl
- Atmel
- Cypress Semiconductor
- Foundry Networks
- Hitachi Global Storage Technologies
- Knight-Ridder (opkøbt af The McClatchy Company)
- LSI Logic
- McAfee
- Netscape (opkøbt af AOL)
- NeXT Computer, Inc. (nu Apple)
- Palm, Inc.
- PalmSource, Inc.
- PayPal (nu en del af eBay)
- Rambus
- Redback Networks
- SanDisk
- Sumco USA (tidligere Sumitomo)
- Silicon Graphics
- Solectron
- TiVo
- VA Software (Slashdot)
- VeriSign (flyttet til Reston)
- Veritas Software (opkøbt af Symantec)
- VMware (opkøbt af EMC)

## Universiteter
- Carnegie Mellon University (Universitetsområde på Vestkysten)
- San José State University
- Santa Clara University
- Stanford University

- Wikimedia Commons har flere filer relateret til Silicon Valley

37°22′39″N 122°04′03″V / 37.3775°N 122.0675°V